# コンゴ・スワヒリ語

コンゴ民主共和国の言語地図

コンゴ・スワヒリ語（コンゴ・スワヒリご）は、コンゴ民主共和国で話されているスワヒリ語の方言である。コンゴ民主共和国東部および南部でリングワ・フランカとして使用されている。

## 言語名別称
- Swahili, Congo
- Zaïre Swahili

## 方言
- イトゥリ・キングァナ方言、イトゥリ・キングワナ方言 Ituri Kingwana
- Katanga Swahili
- Kivu Swahili
- Lualaba Kingwana